# Таганай (Новосибирская область)
Таганай — село в Болотнинском районе Новосибирской области России. Входит в состав Светлополянского сельсовета.

## География
Площадь села — 30 гектар

## Население
| 2002 | 2007 | 2010 |
| ---- | ---- | ---- |
| 214  | ↘187 | ↘185 |

## Инфраструктура
В селе по данным на 2007 год функционируют 1 учреждение здравоохранения, 1 образовательное учреждение.